# Hubertusquelle (Oberkochen)
Koordinaten: 48° 46′ 8,5″ N, 10° 4′ 4,6″ O
Die Hubertusquelle oder der Hubertusbrunnen ist eine Karstquelle bei Oberkochen auf der Schwäbischen Alb in Baden-Württemberg.

## Beschreibung
Die ganzjährig schüttende Hubertusquelle liegt auf etwa 570 m ü. NHN südwestlich von Oberkochen im etwa 3 km langen, ungefähr ostsüdostwärts ziehenden und als Landschaftsschutzgebiet ausgewiesenen Tiefental oder Tiefen Tal. Die etwa weitere 2 km lange, etwa südostwärts laufende und trockene Obertalfortsetzung, die größtenteils außerhalb des Schutzgebietes liegt, wird Hagental genannt. Vor Hunderttausenden von Jahren strebte der Talzug dem Durchbruchstal der Ur-Brenz südwärts durch die Schwäbische Alb zu, die damals noch weiter nördlich ihren Lauf begann.
Das Wasser der Karstquelle entspringt an der Schichtgrenze zwischen der Lacunosamergel-Formation und der Unteren Felsenkalk-Formation des Weißjura (früher: Weißjura γ und δ). Die Quelle liegt unterhalb eines Waldwegs und speist einen wenige Meter entfernten, etwa 15 m breiten Quellteich. Der abfließende Bach verläuft am linken Talrand nach Südosten und versickert nach wenigen hundert Metern im verkarsteten Schotterbett des Tiefentals, etwa an der Abzweigung des zum Wollenloch führenden Wanderweges und einem kleinen Talachsenknick. Bei erhöhtem Wasserstand erreicht dieses Wasser die Fleinsquelle am unteren Ende des Tals in der Nähe der Europäischen Hauptwasserscheide. Das Tiefental entwässert heute oberflächlich zum Kocher, in der Tiefe dagegen noch zur Brenz.

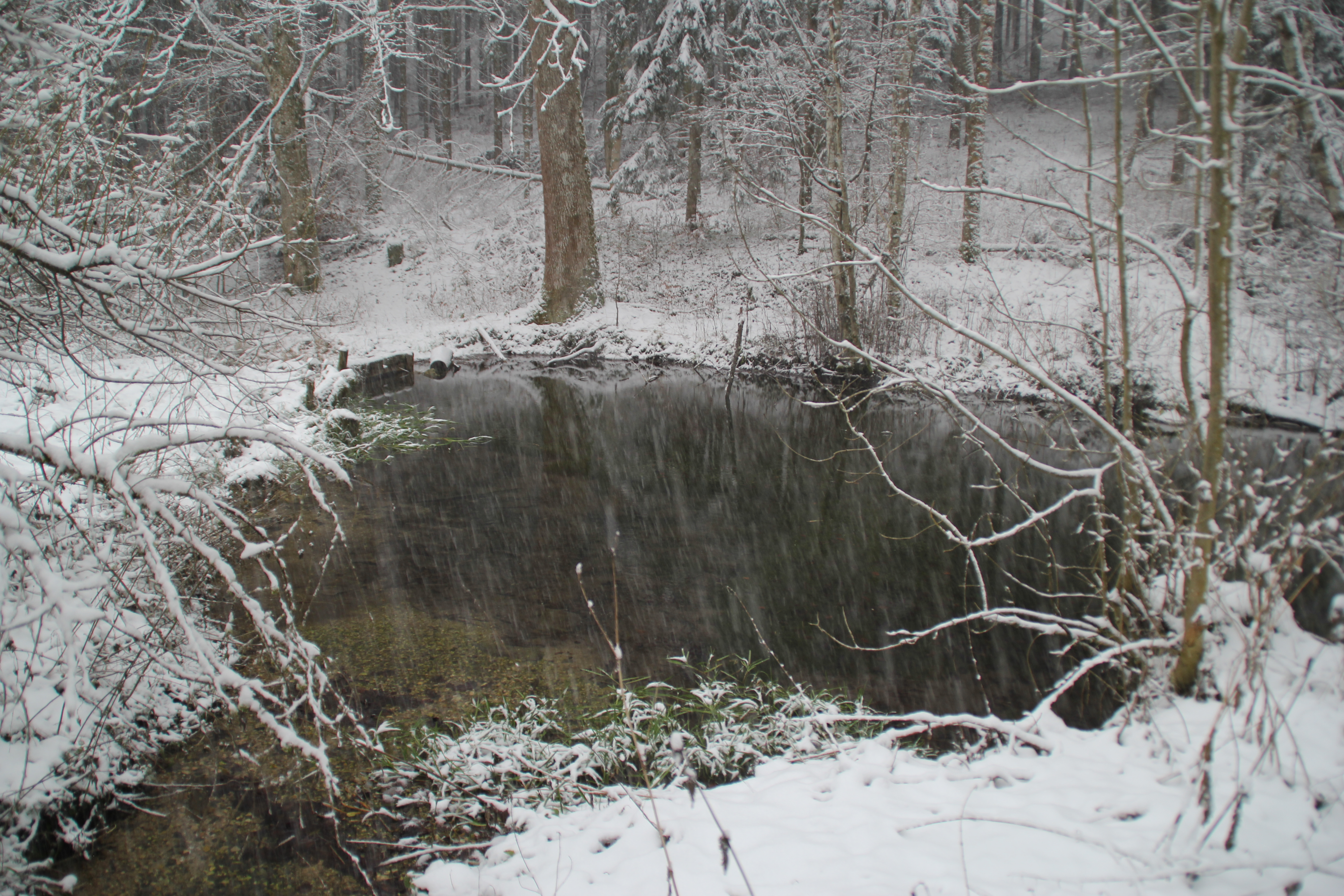
Quellteich der Hubertusquelle
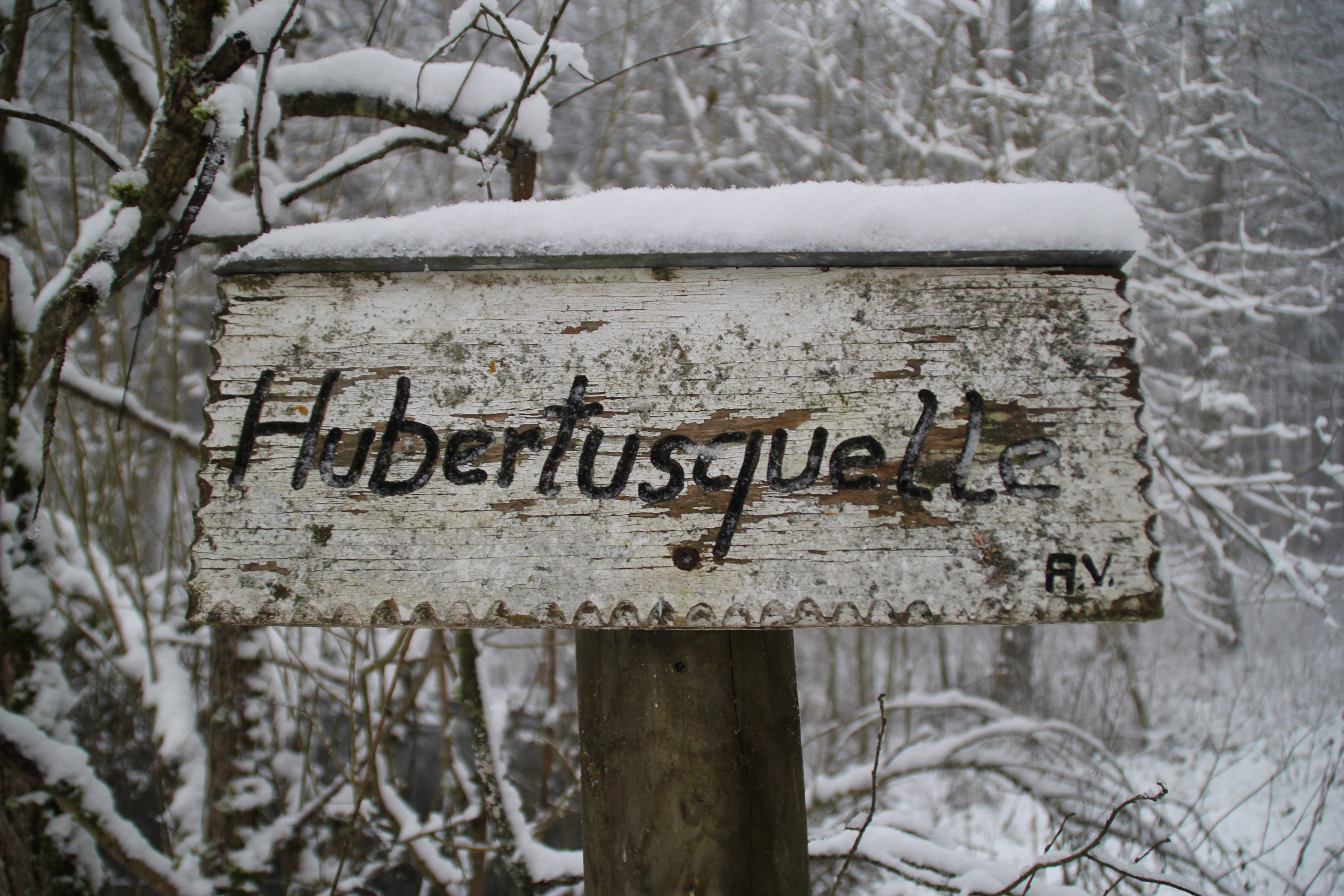
Hinweistafel